# Bogdan Norčič
Bogdan Norčič, slovenski smučarski skakalec in trener, * 19. september 1953, Kranj, † 4. april 2004, Cerklje na Gorenjskem, Slovenija.
Svoje največje uspehe je dosegel v svetovnem pokalu, v sezoni 1980/81, ko je na tekmah v Saporu osvojil drugo in tretje mesto. Leta 1979 je bil na tekmi Novoletne turneje v Garmisch - Partenkirchnu drugi. 

## Življenjepis
V svetovnem pokalu je debitiral leta 1971, ko je v Innsbrucku dosegel 45 mesto.
Za jugoslovansko reprezentanco je nastopil na dveh olimpijskih igrah in sicer v Innsbrucku 1976 ter Lake Placid 1980. 
Leta 1977 je na poletih v Planici kot predskakalec skočil nov svetovni rekord - 181 metrov, vendar pri pristanku podrsal. Če bi se obdržal, bi rekord izenačil šele Pavel Ploc leta 1983, preskočil pa Matti Nykänen leto dni kasneje. 
Zadnji nastop v svetovnem pokalu je opravil v 15.2.1981 Saporu, kjer je zasedel 11 mesto.
Po končani karieri je deloval kot trener, meddrugim je tudi treniral Roberta Kranjca. Do nedavnega se je s smučarskimi skoki ukvarjal tudi sin Bine, sedaj pa podobno kot je njegov oče, opravlja vlogo trenerja. 
Bogdan Norčič je 4. aprila 2004 po dolgotrajni bolezni umrl. 